# فرانک هاگنی
فرانک هاگنی (انگلیسی: Frank Hagney؛ ‏ ۲۰ مارس ۱۸۸۴ – ۲۵ ژوئن ۱۹۷۳) بازیگر اهل استرالیا بود.

## گزیدهٔ فیلم‌شناسی
- ارابه‌های جنگی
- کوچه هوگان
- شجاع‌دل
- ژنرال
- شوگرل
- قهرمان
- زحمت را کم کن
- خانه روتشیلت
- جزیره گنج
- ماریتای بدجنس
- بینوایان
- خبرچین
- دایموند جیم
- عصر جدید
- خیش و ستارگان
- تنها یکبار زندگی می‌کنید
- شاهزاده و گدا
- دختر دانا
- ماجراهای رابین هود
- مواظب باش پروفسور
- فرشتگانی با چهره‌های کثیف
- برج لندن
- مرد نامرئی بازمی‌گردد
- هفت گناهکار
- مزرعه ملودی
- زنبور سبز دوباره حمله می‌کند!
- گریز
- دکتر جکیل و آقای هاید
- در میان زندگان
- باد وحشی را درو کن
- جاسوس محبوب من
- در کالیفرنیای قدیم
- تنسی جانسون
- مجنون هیتلر
- روزی روزگاری
- چهارراه هفتم
- گمشده در حرم
- سرنوشت
- قدرت سوت‌زن
- ابوت و کاستلو در هالیوود
- خط ساراتوگا
- ماجرا
- دو خواهر اهل بوستون
- شب در بهشت
- حکم
- چه زندگی شگفت‌انگیزی
- کالیفرنیا
- ساعت بزرگ
- جانی بلیندا
- سه تفنگدار
- ژان دارک
- تالسا
- عصر وحشت
- تمام مردان شاه
- در جستجوی تفریحات شهری
- سامسون و دلیله
- ملاقات با خطر
- سانتا فه
- شال
- داماد وارد می‌شود
- پسر دکتر جکیل
- درختان بزرگ
- روشنی‌های صحنه
- هانس کریستین اندرسن
- وحشی
- رز ماری
- دیمیتریوس و گلادیاتورها
- جام نقره
- ملاقات ابوت و کاستلو با پلیس‌های کیستون
- گلوله‌ای برای جوئی
- ویچیتا
- هجوم ربایندگان جسم
- هرچه قوی‌تر، سخت‌تر زمین‌می‌خوری
- ده فرمان
- ترغیب دوستانه
- جدال در اوکی کرال
- ۱۰ به یوما
- بوکانیر
- درخت اعدام
- آخرین قطار گان هیل
- بر دشت مرتفع بتاز
- داناوانز ریف
- مک‌لین تاک!
- نسل کمیاب